# Jackson megye (Indiana)
Jackson megye az Amerikai Egyesült Államokban, azon belül Indiana államban található. Megyeszékhelye Brownstown, legnagyobb városa Seymour. Lakosainak száma 46 428 fő (2020. április 1.). Jackson megye Brown, Washington, Lawrence, Bartholomew, Jennings, Scott és Monroe megyékkel határos.

## Népesség
A megye népességének változása:
| Lakosok száma | 42 589 | 42 953 | 43 040 | 43 466 | 44 069 | 46 428 |
|               | 2010   | 2011   | 2012   | 2013   | 2015   | 2020   |